# Talai
Talai è una suddivisione dell'India, classificata come nagar panchayat, di 2.010 abitanti, situata nel distretto di Bilaspur, nello stato federato dell'Himachal Pradesh. In base al numero di abitanti la città rientra nella classe VI (meno di 5.000 persone).

## Geografia fisica
La città è situata a 31° 27' 06 N e 76° 31' 16 E.

## Società

### Evoluzione demografica
Al censimento del 2001 la popolazione di Talai assommava a 2.010 persone, delle quali 1.059 maschi e 951 femmine. I bambini di età inferiore o uguale ai sei anni assommavano a 300, dei quali 149 maschi e 151 femmine. Infine, coloro che erano in grado di saper almeno leggere e scrivere erano 1.436, dei quali 793 maschi e 643 femmine.